# OFC Champions League 2009/10
De OFC Champions League 2009/10 begon op 17 oktober 2009 met de eerste wedstrijden in de groepsfase en eindigde op 2 mei 2010 met de tweede finalewedstrijd.
Aan het toernooi namen clubs uit zeven landen deel. De tweede club uit Nieuw-Zeeland is Waitakere United, de nummer twee van de Nieuw-Zeelandse competitie, die naast de landskampioen, Auckland City FC en als titelhouder al automatisch gekwalificeerd, deelneemt.
De winnaar van deze editie, PRK Hekari United uit Papoea-Nieuw-Guinea, vertegenwoordigt Oceanië in december 2010 op het wereldkampioenschap voetbal voor clubs 2010 in de Verenigde Arabische Emiraten.

## Deelname
De titelverdediger, de nationale kampioenen van de bij de OFC aangesloten landen en aan de OFC gelieerde landen kunnen aan dit toernooi deelnemen.
| Land                | Competitie                        | Club                                    |
| ------------------- | --------------------------------- | --------------------------------------- |
| Fiji                | Nationale Liga                    | Lautoka FC                              |
| Nieuw-Caledonië     | Division Honneur                  | AS Magenta                              |
| Nieuw-Zeeland       | New Zealand Football Championship | Auckland City FC (TH), Waitakere United |
| Papoea-Nieuw-Guinea | Nationale Liga                    | PRK Hekari United                       |
| Salomonseilanden    | Nationale Liga                    | Marist FC                               |
| Tahiti              | Division Fédérale                 | AS Manu-Ura                             |
| Vanuatu             | Premia Divisen                    | Tafea FC                                |

Geen deelname van een club uit  Amerikaans-Samoa,  Cookeilanden,  Samoa,  Tonga en  Tuvalu

## Groepsfase
De nummers 1 van beide groepen plaatsen zich voor de finale

### Groep A
| Team             | Wed | W | G | V | DV | DT | DS  | Ptn |
| ---------------- | --- | - | - | - | -- | -- | --- | --- |
| Waitakere United | 6   | 3 | 3 | 0 | 15 | 6  | +9  | 12  |
| Auckland City FC | 6   | 3 | 3 | 0 | 13 | 5  | +8  | 12  |
| AS Magenta       | 6   | 1 | 3 | 2 | 13 | 10 | +3  | 6   |
| AS Manu-Ura      | 6   | 0 | 1 | 5 | 3  | 23 | -20 | 1   |

|                  | AUC | MAG | MAN | WAI |
| ---------------- | --- | --- | --- | --- |
| Auckland City FC | –   | 2-1 | 5-0 | 2-2 |
| AS Magenta       | 1-1 | –   | 8-1 | 1-1 |
| AS Manu-Ura      | 0-2 | 1-1 | –   | 1-5 |
| Waitakere United | 1-1 | 4-1 | 2-0 | –   |

### Groep B
| Team              | Wed | W | G | V | DV | DT | DS  | Ptn |
| ----------------- | --- | - | - | - | -- | -- | --- | --- |
| PRK Hekari United | 6   | 4 | 1 | 1 | 15 | 7  | +8  | 13  |
| Lautoka FC        | 6   | 4 | 0 | 2 | 12 | 6  | +6  | 12  |
| Tafea FC          | 6   | 2 | 2 | 2 | 8  | 11 | -3  | 8   |
| Marist FC         | 6   | 0 | 1 | 5 | 3  | 14 | -11 | 1   |

|                   | HEK | LAU | MAR | TAF |
| ----------------- | --- | --- | --- | --- |
| PRK Hekari United | –   | 1-2 | 2-1 | 4-0 |
| Lautoka FC        | 0-1 | –   | 3-0 | 1-2 |
| Marist FC         | 1-4 | 1-3 | –   | 0-2 |
| Tafea FC          | 3-3 | 1-3 | 0-0 | –   |

## Finale
| Team 1            | Tot. | Team 2           | 1e wedstr. | 2e wedstr. |
| ----------------- | ---- | ---------------- | ---------- | ---------- |
| PRK Hekari United | 4-2  | Waitakere United | 3-0        | 1-2        |

|                            |                                    |         |                  |                                                                                 |
| 17 april 2010 15:00 UTC+10 | PRK Hekari United                  | 3 - 0   | Waitakere United | PMRL Stadium, Port Moresby Toeschouwers: 15.000+ Scheidsrechter: Gerard Parsons |
| 17 april 2010 15:00 UTC+10 | Kema Jack 27' 73' Alick Maemae 49' | Verslag |                  | PMRL Stadium, Port Moresby Toeschouwers: 15.000+ Scheidsrechter: Gerard Parsons |

|                         |                                     |         |                   |                                                                               |
| 2 mei 2010 14:00 UTC+12 | Waitakere United                    | 2 - 1   | PRK Hekari United | Fred Taylor Park, Auckland Toeschouwers: 3.000 Scheidsrechter: Norbert Hauata |
| 2 mei 2010 14:00 UTC+12 | Neil Emblen 3' Brent Fisher 84' (s) | Verslag | Kema Jack 35' (s) | Fred Taylor Park, Auckland Toeschouwers: 3.000 Scheidsrechter: Norbert Hauata |

OFC Club Championship: 1987 · 1999 · 2001 · 2005 · 2006 

OFC Champions League: 2007 · 2007/08 · 2008/09 · 2009/10 · 2010/11 · 2011/12 · 2012/13 · 2013/14 · 2014/15 · 2016 · 2017 · 2018 · 2019 · 2020 · 2021 · 2022 · 2023